# مختارات الشعر الإسباني الجديد
كانت مختارات الشعر الإسباني الجديد مجموعة مختارة من قصائد شعراء إسبان، نُشرت في دار النشر "إل باردو" في أبريل عام 1968.
 تولى الإختيار والتجميع الشاعر والناقد الأدبي وبائع كتب إسباني  خوسيه باتيو، الذي ألّف لاحقًا مختارات جديدة بعنوان شعراء إسبان ما بعد الحداثة عام 1974.
تُعد هذه المختارات مفتاحية لكونها لخصت المشهد الشعري في إسبانيا مع بداية عقد السبعينات، كما أنها مثّلت نموذجًا للتيار الشعري لجيل الستينات. تضم المختارات 17 شاعرًا، 16 رجلًا وامرأة واحدة فقط. وكان قد سبقها عمل أولي بعنوان 10 شعراء كتالونيين، اختارهم وترجمهم وعلّق عليهم خوسيه باتيو، مع مقدمة من خواكيم مولاس، وقد نُشر هذا العمل في بوينس آيرس عام 1966 في العدد العاشر من مجلة "كورموران إي دلفين".
شملت قائمة الشعراء الذين اختارهم باتيو: كارلوس بارال، فرانسيسكو برينيس، خوسيه مانويل كاباييرو بونالد، إيلايديو كابانييرو، جلوريا فويرتس، خايمي خيل دي بيدما، بيدرو خيمينيث، أنخل جونثاليث، خوسيه أغوستين غويتيسولو، فيليث غراندي، خواكين ماركو، كلاوديو رودريغيث، كارلوس ساهاغون، رافائيل سوتو بيرخيس، خوسيه ميغيل أويان، خوسيه أنخل بالينتي، ومانويل بايثكيز مونتالبان. وقد صُنِّف العديد منهم لاحقًا ضمن ما يسمى بـ "جيل الخمسينات".
تضمنت المختارات إلى جانب النصوص الشعرية ثلاثة ملاحق. الأول يعرض نتائج استشارة أولية أجريت لـ 150 شخصية ثقافية إسبانية (أجاب منها فقط 67 شخصًا، وذُكرت أسماؤهم بتفصيل دقيق)، واعتمد باتيو على نتائجها لاختيار الشعراء النهائيين. أما الملحق الثاني، فهو أوسع، ويتضمن تحليلًا لإجابات الشعراء المختارين على ستة أسئلة طُرحت عليهم، حيث عبّروا عن آرائهم بشأن انتمائهم إلى مجموعة شعرية معينة، وبشأن مصطلح "الشعر الإسباني الجديد". ويتكون الملحق الثالث والأخير من بطاقات تعريفية وسير ذاتية وأدبية للشعراء وقصائدهم المختارة.